# Gauri Mahadevi
Gauri Mahadevi var regerande drottning av Bhauma-Karadynastins kungarike Toshala i Kalinga i Indien på 910-talet.
Hon var gift med kung Subhakaradeva V. 
Hon efterträdde sin make när han dog. Det är möjligt, att hon inte var monark utan snarare härskade som regent för sin dotter, drottning Dandi Mahadevi, som annars brukar kallas hennes efterträdare. Hon har kallats för en framgångsrik regent.   